# Alessandro Bollati
Alessandro Bollati (Genova, 18 luglio 1964) è un ex rugbista a 15 e allenatore di rugby a 15 italiano col ruolo di pilone-seconda linea.
Ha militato nel CUS Roma Rugby dal 1971 al 1984.
Dal 1984 al 1996 ha allenato le categorie del minirugby ed ha in seguito arbitrato.
Attualmente allenatore degli OLD della RugbyRoma2000 Roma.
Gestisce con degli amici un negozio specializzato rugby www.upandunder.it e collabora con una società
che si occupa di formazione www.rugbymanagement.com